# Телефонный план нумерации КНДР
Международный код страны: +850

Выход на международную связь: 00 или 99

Код междугородней связи внутри страны: 0
Телефонная связь в КНДР управляется Министерством почты и телекоммуникаций КНДР.

## Географические коды
Введены в 2011 году.
| Список географических телефонных кодов КНДР с 2011 года | Список географических телефонных кодов КНДР с 2011 года | Список географических телефонных кодов КНДР с 2011 года                                | Список географических телефонных кодов КНДР с 2011 года |
| Зона                                                    | Длина номера                                            | Город                                                                                  | Провинция                                               |
| ------------------------------------------------------- | ------------------------------------------------------- | -------------------------------------------------------------------------------------- | ------------------------------------------------------- |
| 2                                                       | 11                                                      | Пхеньян                                                                                | Пхеньян                                                 |
| 2 18                                                    | 3                                                       | Пхеньян                                                                                | Пхеньян                                                 |
| 2 18                                                    | 3                                                       | Пхеньян                                                                                | Пхеньян                                                 |
| 2 381                                                   | 4                                                       | Пхеньян (прямой международный доступ к стационарным телефонам внешнеторговых компаний) | Пхеньян                                                 |
| 2 771                                                   | 4                                                       | Пхеньян                                                                                | Пхеньян                                                 |
| 2 772                                                   | 4                                                       | Пхеньян                                                                                | Пхеньян                                                 |
| 2 880                                                   | 13                                                      | Пхеньян                                                                                | Пхеньян                                                 |
| 2 881                                                   | 13                                                      | Пхеньян                                                                                | Пхеньян                                                 |
| 2 882                                                   | 13                                                      | Пхеньян                                                                                | Пхеньян                                                 |
| 2 883                                                   | 13                                                      | Пхеньян                                                                                | Пхеньян                                                 |
| 2 885                                                   | 13                                                      | Пхеньян                                                                                | Пхеньян                                                 |
| 195                                                     | 7                                                       | Пхеньян                                                                                | Пхеньян                                                 |
| 31                                                      | 6                                                       | Пхёнсон                                                                                | Пхёнан-Намдо                                            |
| 39                                                      | 6                                                       | Нампхо                                                                                 | Нампхо                                                  |
| 41                                                      | 6                                                       | Саривон                                                                                | Хванхэ-Пукто                                            |
| 45                                                      | 6                                                       | Хэджу                                                                                  | Хванхэ-Намдо                                            |
| 49                                                      | 6                                                       | Кэсон                                                                                  | Хванхэ-Пукто                                            |
| 53                                                      | 6                                                       | Хамхын                                                                                 | Хамгён-Намдо                                            |
| 57                                                      | 6                                                       | Вонсан                                                                                 | Канвондо                                                |
| 61                                                      | 6                                                       | Синыйджу                                                                               | Пхёнан-Пукто                                            |
| 67                                                      | 6                                                       | Канге                                                                                  | Чагандо                                                 |
| 73                                                      | 6                                                       | Чхонджин                                                                               | Хамгён-Пукто                                            |
| 79                                                      | 6                                                       | Хесан                                                                                  | Чагандо                                                 |
| 85 29                                                   | 4                                                       | Насон                                                                                  | Расон                                                   |

## Негеографические коды
| Список негеографических телефонных кодов КНДР с 2011 года | Список негеографических телефонных кодов КНДР с 2011 года | Список негеографических телефонных кодов КНДР с 2011 года | Список негеографических телефонных кодов КНДР с 2011 года |
| Зона                                                      | Длина номера                                              | Оператор                                                  |                                                           |
| --------------------------------------------------------- | --------------------------------------------------------- | --------------------------------------------------------- | --------------------------------------------------------- |
| 191                                                       | 7                                                         | дипломатическая сеть (с 2017 года - Koryolink)            |                                                           |
| 192                                                       | 7                                                         | Koryolink                                                 |                                                           |

## Старые коды (до 2011)
Здесь представлены только коды, которые были раскрыты с помощью косвенных источников. Полный телефонный план нумерации КНДР остаётся засекреченным.
- 0191 - Специальная мобильная сеть посольства Великобритании в КНДР[3]
- 0192 - Koryolink 3G Network
- 0193 - SunNet GSM/900 Network (закрыта в 2004)
- 02 - Пхеньян
- 031 - Моранбон
- 039 - Нампхо
- 041 - Сынни
- 043 - Сынни
- 045 - Хэджу
- 049 - Кэсон
- 053 - Хыннам и Хамхын
- 057 - Вонсан
- 073 - Чхонджин
- 079 - Хесан
- 08 - Насон, из них:
  - 082 - Наджин
  - 086 - Сонбон

### Длина номеров
| Зона            | Код зоны | Длина внутризонного номера | Итого (цифр) |
| --------------- | -------- | -------------------------- | ------------ |
| Пхеньян         | 2 (02)   | 7                          | 8            |
| Насон           | 3 (085)  | 6                          | 8            |
| Мобильная связь | 4 (019X) | 7                          | 10           |

О телефонных планах нумерации за пределами Пхеньяна и Насона известно незначительно, так как телефонные номера вне этих городов не поддерживают международную связь.

## Международная связь в КНДР
Звонки из-за рубежа в КНДР проходят через службу международной связи (телефон +850-2-18111). Лишь на незначительное количество телефонов возможно позвонить из-за рубежа напрямую.
Телефонные номера в Пхеньяне, на которые возможно позвонить из-за рубежа, всегда имеют префикс +850-2-381хххх (для звонков в КНДР). На эти телефоны нельзя позвонить из пределов КНДР, для этого необходимо набирать 02-382хххх.  
Пример: телефон посла Великобритании в КНДР в Пхеньяне: +850 2 381 7980 (для звонков из-за рубежа) и 02 382 7980 (для звонков из КНДР)..
Большинство линий в особой экономической зоне Насон преимущественно ориентированы не на связь внутри страны, а на международную связь иностранных компаний (преимущественно российских и китайских) с иностранными государствами.
Звонки между КНДР и Республикой Корея запрещены, кроме звонков в/из технопарка Кэсон.